# Comité olympique de Sao Tomé-et-Principe

Logo du Comité paralympique de Sao Tomé-et-Principe.

Le Comité olympique de Sao Tomé-et-Principe (en portugais, Comité Olímpico de São Tomé e Príncipe, COSTP) est le comité national olympique de Sao Tomé-et-Principe, fondé en 1979. Il n'est reconnu par le Comité international olympique qu'en 1993.
En 2018, son président est João Manuel da Costa Alegre Afonso et son secrétaire général Antonio Menezes da Trindade. Il est nommé conseiller spécial pour le sport auprès du Premier ministre Jorge Bom Jesus en 2020.